# Graphium eurous

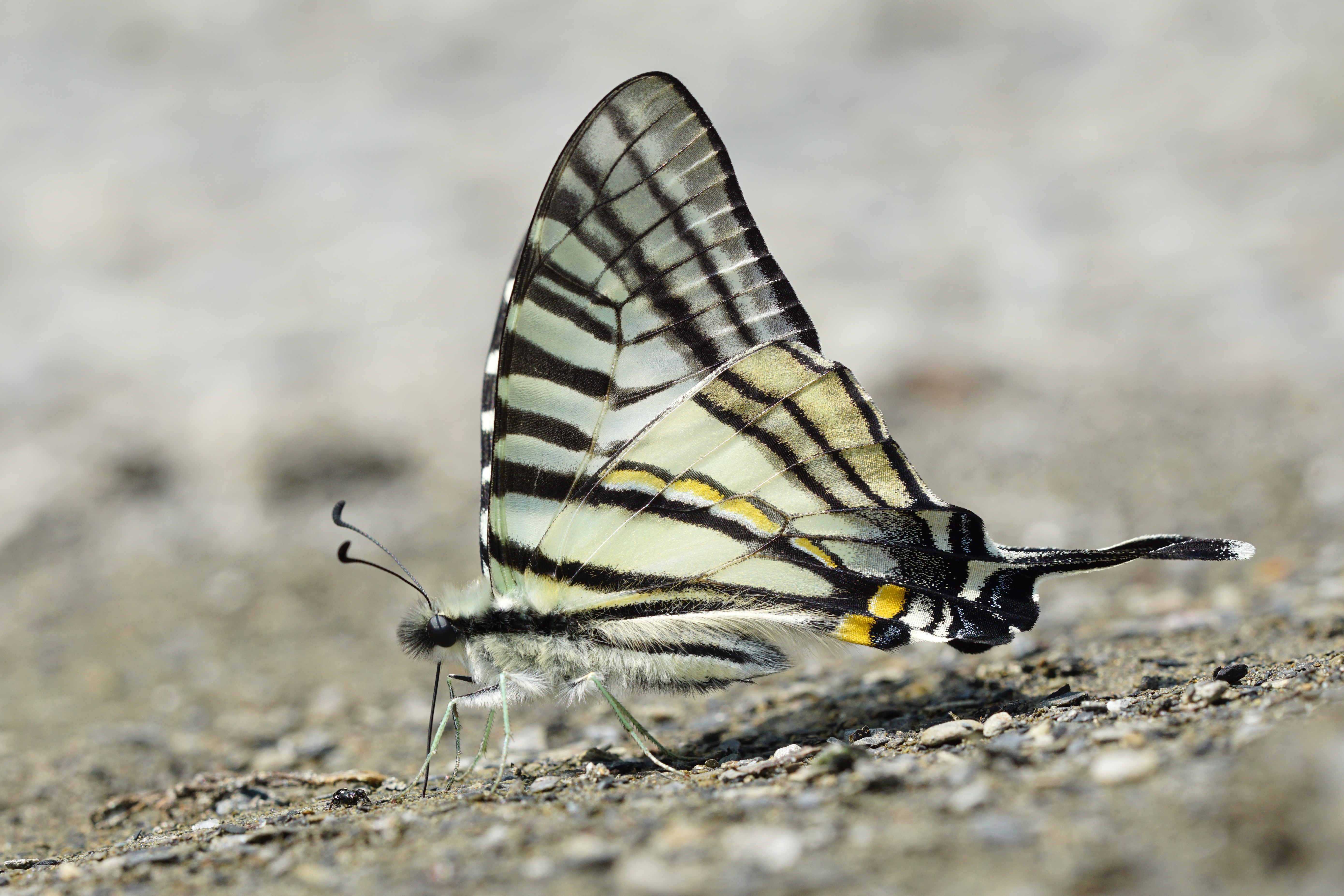
Flügelunterseite

Graphium eurous ist ein in Südostasien vorkommender Schmetterling aus der Familie der Ritterfalter (Papilionidae) und der Unterfamilie der Schwalbenschwänze (Papilioninae).

## Merkmale

### Falter
Die Flügelspannweite der Falter beträgt 40 bis 55 Millimeter. Zwischen den Geschlechtern besteht kein Sexualdimorphismus. Beide Geschlechter weisen die gleichen Zeichnungselemente auf. Vom Vorderrand verlaufen auf der Vorderflügeloberseite sechs kräftige schwarzgraue Streifen bis zur Medianader oder knapp darüber hinaus. Im englischen Sprachgebrauch wird die Art deshalb als Six-bar Swordtail (Sechsstrich-Schwertschwanz) bezeichnet. Ein weiterer, breiterer und längerer schwarzgrauer Streifen verläuft entlang der Submarginalregion. Der Saum ist ebenfalls schwarzgrau gefärbt. Am schwarz gefärbten und mit einem orangegelben Fleck versehenen Analwinkel der Hinterflügel befinden sich lange schwarze Schwanzfortsätze. Die Zeichnung der Unterseite ähnelt der Oberseite, ist jedoch etwas blasser gefärbt und zeigt in der Diskalregion eine gelbliche Fleckenzeichnung.

### Präimaginalstadien
Für aus Kaschmir stammende Tiere liegen einige Informationen zu den ersten Ständen vor: Die ausgewachsenen Raupen zeigen am vierten und fünften Segment kurze Tuberkel sowie eine deutliche Verdickung und sie verjüngen sich zum Ende hin. Am Analsegment befinden sich zwei kurze Spitzen. Auf dem Rücken befinden sich viele kleine schwarze Punkte. Die Puppe hat eine gestreckte Form, eine hellgrüne Farbe und zeigt in Längsrichtung vier gelbe Streifen. Sie besitzt am Hinterkopf einen kräftigen hornartigen Auswuchs und wird als Gürtelpuppe an Zweigen oder Blättern befestigt.

### Ähnliche Arten
- Die Falter von Graphium antiphates unterscheiden sich dadurch, dass auf der Vorderflügeloberseite nur fünf schwarze, sehr schmale Streifen verlaufen, weshalb sie im englischen Sprachgebrauch als Fife-bar Swordtail (Fünfstrich-Schwertschwanz) bezeichnet werden.
- Bei den Faltern von Graphium mandarinus ist das Gesamterscheinungsbild etwas blasser und der dunkle Streifen entlang der Submarginalregion ist in der Regel schmaler als bei Graphium eurous. Außerdem ist die Fleckenzeichnung auf der Hinterflügelunterseite abweichend gestaltet.

## Verbreitung und Lebensraum
Das Verbreitungsgebiet der Art umfasst den Norden Indiens, Tibet, Thailand, Laos, Nepal, Bhutan sowie den Südosten Chinas und Taiwan. Graphium eurous besiedelt in erster Linie Laubwälder in Höhenlagen zwischen 1000 und 2500 Metern.

## Lebensweise

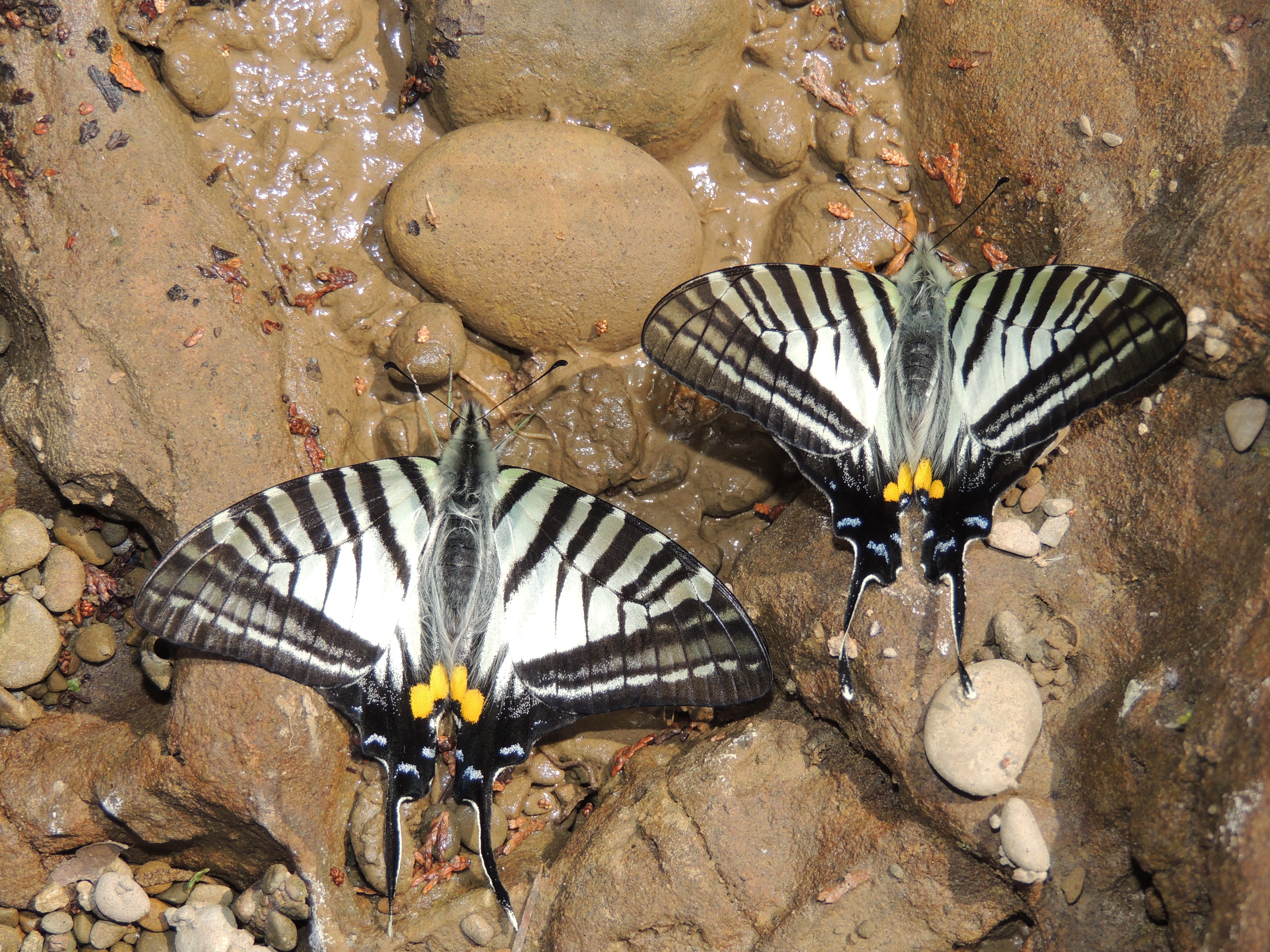
Zwei auf feuchtem Boden saugende Falter

Die Falter fliegen schwerpunktmäßig in den Monaten März bis Mai. Während die Weibchen zur Nektaraufnahme Blüten besuchen, saugen die Männchen, zuweilen in Anzahl am Boden an feuchten Erdstellen, um Flüssigkeiten sowie Mineralstoffe aufzunehmen. Dazu saugen sie mit ihren langen Saugrüsseln Flüssigkeit vom Boden auf, aus der sie Mineralien herausfiltern. Dabei pumpen sie Wasser durch ihren Körper und stoßen den Überschuss aus dem After wieder aus, wodurch sie weitere Mineralien aus dem Boden lösen, die dann ebenfalls aufgenommen werden können. Die Raupen ernähren sich von den Blättern von Lorbeergewächsen (Lauraceae), beispielsweise von Neolitsera variabillina, Neolitsea umbrosa, Persea odoratissima oder Persea duthei.